# Luiz Eduardo Franco de Abreu
Luiz Eduardo Franco de Abreu (Roterdã, 4 de maio de 1960) é um empresário e executivo brasileiro com atuação destacada no setor financeiro e corporativo. Ele ocupou posições de liderança em instituições como o BRB – Banco de Brasília, onde foi Chairman e CEO, e o Banco do Brasil, onde exerceu as funções de CFO (Chief Financial Officer) e CEO do Banco de Investimentos. Também atuou como diretor da ANBIMA e conselheiro da FEBRABAN e do CDES “Conselhão”.

## Biografia
Luiz Eduardo Franco de Abreu nasceu em uma família com raízes na história do Brasil. Seu pai, José Carlos Franco de Abreu, foi militar, participou da Batalha do Atlântico Sul na Segunda Guerra Mundial e na missão da Marinha do Brasil que supervisionou a conversão do porta-aviões Minhas Gerais na Holanda. Seu avô paterno, Francisco Franco de Abreu, era advogado que se engajou na Revolução Constitucionalista de 1932 contra Getúlio Vargas. Por parte de mãe, seu avô, Adolfo Frederico de Luna Freire, era médico, foi um dos fundadores da Academia Cearense de Letras, foi eleito para a Academia Nacional de Medicina em 1900, como médico sanitarista, colaborou com Oswaldo Cruz e atuou na Primeira Guerra Mundial como coronel na Missão Médica Militar Brasileira na França onde obtendo a condecoração francesa da Ordem Nacional da Legião de Honra (em francês: Ordre National de la Légion d'Honneur).

## Formação Acadêmica
Luiz Eduardo graduou-se em Administração de Empresas pela Universidade Federal do Rio de Janeiro (UFRJ) em 1983. Posteriormente, obteve um mestrado pela London School of Foreign Trade em 1985 e concluiu um mestrado (MBA) pela Duke University em 2001. Entre 1995 e 2019, dedicou-se também ao ensino, atuando como professor de finanças nos cursos de MBA do FGV Management da Fundação Getúlio Vargas (FGV).

## Carreira Profissional
Ao longo de sua carreira, Luiz Eduardo Franco de Abreu ocupou diversas posições de destaque no mercado financeiro e empresarial brasileiro. Entre suas principais atuações estão:
- BRB – Banco de Brasília (1996–1999): Como Presidente do Conselho de Administração e CEO, Luiz Eduardo foi nomeado pelo então governador do Distrito Federal, Cristovam Buarque. Durante sua gestão, o BRB manteve-se lucrativo sem aderir ao programa PROES (Programa de Incentivo à Redução do Setor Público Estadual), diferenciando-se de todos os outros bancos estaduais que tiveram que aderir ao PROES devido a situação financeira que se encontravam.[6]
- Banco do Brasil (2003–2005): No Banco do Brasil, ocupou os cargos de CFO (Chief Financial Officer) e CEO do Banco de Investimentos do Banco do Brasil. Sob sua liderança, o banco efetuou a Oferta Pública de Aquisição (OPA) dos Bônus de Subscrição (Warrant) o que permitiu que, em 2004, um aumento de 47,9% na sua capitalização de mercado (superando o mercado, cuja valorização foi de 17,8%). Liderou o lançamento de inúmeros produtos de tesouraria, como NDF e Opção Flexível de Dólar (inovações à época). Em 2004, alcançou a terceira posição no ranking de distribuidores de títulos corporativos, segundo dados divulgados pela ANBID (Associação Nacional das Instituições do Mercado Financeiro), representando um aumento de 500% nas receitas destes serviços, em relação ao ano anterior.[7]
- Zamprogna S.A. Importação, Comércio e Indústria (2006 a 2009), foi a maior fabricantes de tubos com costura e distribuidora de aço independente do Brasil, foi adquirida pela Usiminas em 2009: Foi sócio controlador, Chairman e CEO.[8][não consta na fonte citada]

## Participação em Conselhos de Empresas
Foi conselheiro das seguintes empresas:
- Itausa – Investimentos Itaú S/A, atualmente denominada Itaúsa S/A e, à época, controladora do Banco Itaú.[9]
- CBLC – Companhia Brasileira de Liquidação e Custódia (realizava a liquidação e custódia de todas as operações na BOVESPA, atualmente denominada B3).
- CIP – Câmara Interbancária de Pagamentos (faz parte do SPB – Sistema de Pagamentos Brasileiro e efetua a compensação das TED – Transferência Eletrônica Disponível).[10]
- Aliança do Brasil – Companhia de Seguros (atualmente integrante da BB Seguridade).
- CIBRASEC – Companhia Brasileira de Securitização (emissora de CRI – Certificado de Recebíveis Imobiliários).
- Telemar Participações S/A e Telemar Norte Leste S/A (atualmente denominada Oi Fixo).[11]
- Neoenergia S/A e suas subsidiárias, em todas atuou como presidente do conselho de administração.[12]
  - Coelba – Companhia Energética da Bahia
  - Celpe – Companhia Energética de Pernambuco
  - Cosern – Companhia Energética do Rio Grande do Norte
  - Itapebi (UHE) – Hidroelétrica na Bahia
  - TermoPernambuco (UTE) – Termoelétrica em PE
  - TermoAçu (UTE) – Termoelétrica no RN

## Participação em Entidades de Classe
Ao longo de sua trajetória profissional, Luiz Eduardo participou de diversas entidades representativas do setor financeiro e corporativo, incluindo:
- FEBRABAN (Federação Brasileira de Bancos): Conselheiro do Conselho Diretor.
- ANBIMA (Associação Brasileira das Entidades dos Mercados Financeiros e de Capitais): Diretor.
- CDES (Conselho de Desenvolvimento Econômico e Social da Presidência da República) também conhecido como “Conselhão”: Conselheiro.
- ANDIMA (Associação Nacional das Instituições do Mercado Financeiro, em 2009 ocorreu a sua fissão com a ANBID – Associação Nacional     dos Bancos de Investimento, que deu origem a AMBIMA): Vice-Presidente.
- CIERGS (Centro das Indústrias do Estado do Rio Grande do Sul é uma entidade que representa as indústrias em geral e que atua em conjunto com a FIERGS – Federação das Indústrias do Estado do Rio Grande do Sul que é a federação dos sindicatos     patronais): Diretor.
- ACPA (Associação Comercial de Porto Alegre): Conselheiro do Conselho Superior.
- AARS (Associação do Aço do Rio Grande do Sul): Vice-Presidente da Área de Tubos.